# Миннибаев, Гумер Хазинурович
Гумер Хазинурович Минниба́ев (1923—1999) — заместитель командира эскадрильи 947-го штурмового авиационного Севастопольского полка 289-й штурмовой авиационной дивизии 7-го штурмового авиационного корпуса 14-й воздушной армии 3-го Прибалтийского фронта, старший лейтенант. Герой Советского Союза.
Член ВКП(б)/КПСС с 1943 года.

## Биография
Родился 22 октября 1923 года в селе Урзайбаш современного Буздякского района Башкирии, в семье крестьянина. Башкир.
Окончил Молотовскую военную школу пилотов (г. Пермь, 1942), Уфимскую высшую партийную школу (1959) и Алма-Атинский институт народного хозяйства (1965).
В Красной Армии с 1941 года. Окончил Пермскую лётную школу, на фронте с апреля 1943. Лётчик-штурмовик, заместитель командира эскадрильи. Последнее звание — капитан.
С 1946 года капитан Миннибаев Г. X. — в запасе. Работал в партийных организациях Казахской ССР, с 1959 — в НГДУ «Туймазанефть» (г. Октябрьский).
Окончил Уфимскую ВПШ и институт народного хозяйства в городе Алма-Ате (Казахстан). Затем жил в городе Геленджик Краснодарского края, где умер 19 ноября 1999 года.

## Награды
- Указом Президиума Верховного Совета СССР от 23 февраля 1945 года за образцовое выполнение боевых заданий командования и проявленные при этом геройство и мужество старшему лейтенанту Миннибаеву Гумеру Хазинуровичу присвоено звание Героя Советского Союза с вручением ордена Ленина и медали «Золотая Звезда» (№ 7740)[1][2].
- Орден Ленина (1945).
- Орден Красного Знамени (06.11.1943)[3].
- Орден Красного Знамени (14.01.1944)[4].
- Орден Отечественной войны 1-й степени (18.05.1944)[5].
- Орден Отечественной войны 1-й степени (06.04.1985)[6].
- Медали.

## Память
- Имя Г. Х. Миннибаева присвоено муниципальному бюджетному общеобразовательному учреждению основной общеобразовательной школе № 9 муниципального образования город-курорт Геленджик.
- Имя Г. X. Миннибаева занесено на мемориальную доску Героев Советского Союза — выпускников Уфимского аэроклуба.
- Имя Героя было присвоено пионерской дружине средней школы села Урзайбаш Буздякского района Башкирии.

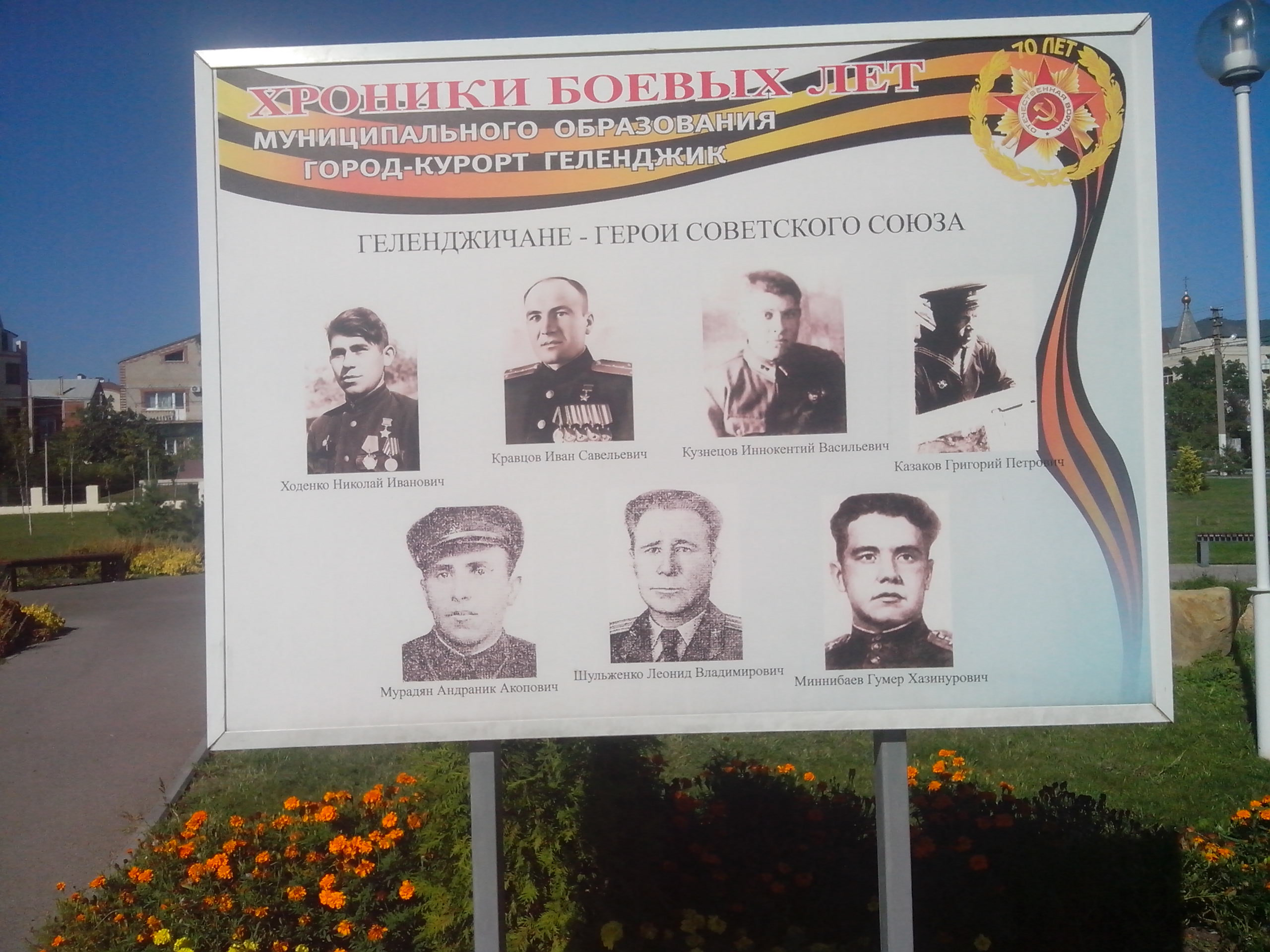
Герои СССР города Геленджик, памятная доска в парке 70-летия Победы